# Dōbutsuen-mae (metropolitana di Osaka)
Dōbutsuen-mae (動物園前駅?, Dōbutsuen-mae-eki) è una stazione della metropolitana di Osaka situata nell'area sud della città. La stazione si trova nella zona di Tennōji e dà accesso allo zoo di Osaka.